# 61e escadre de transport
La 61e escadre de transport est une unité de transport de l'armée de l'air française formée le 1er avril 1946 à Chartres et dissoute le 31 juillet 1996 sur la base d'Orléans.

La 61e escadre est à nouveau formée le 1er septembre 2015 sur la BA123 d'Orléans-Bricy.

## Historique

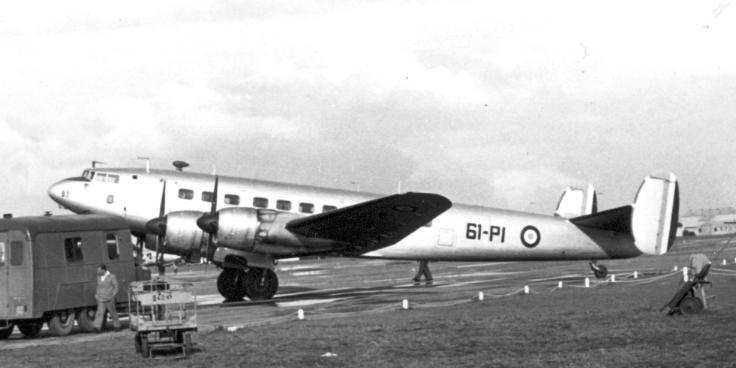
SNCASE SE.161 Languedoc no 92 en 1955.

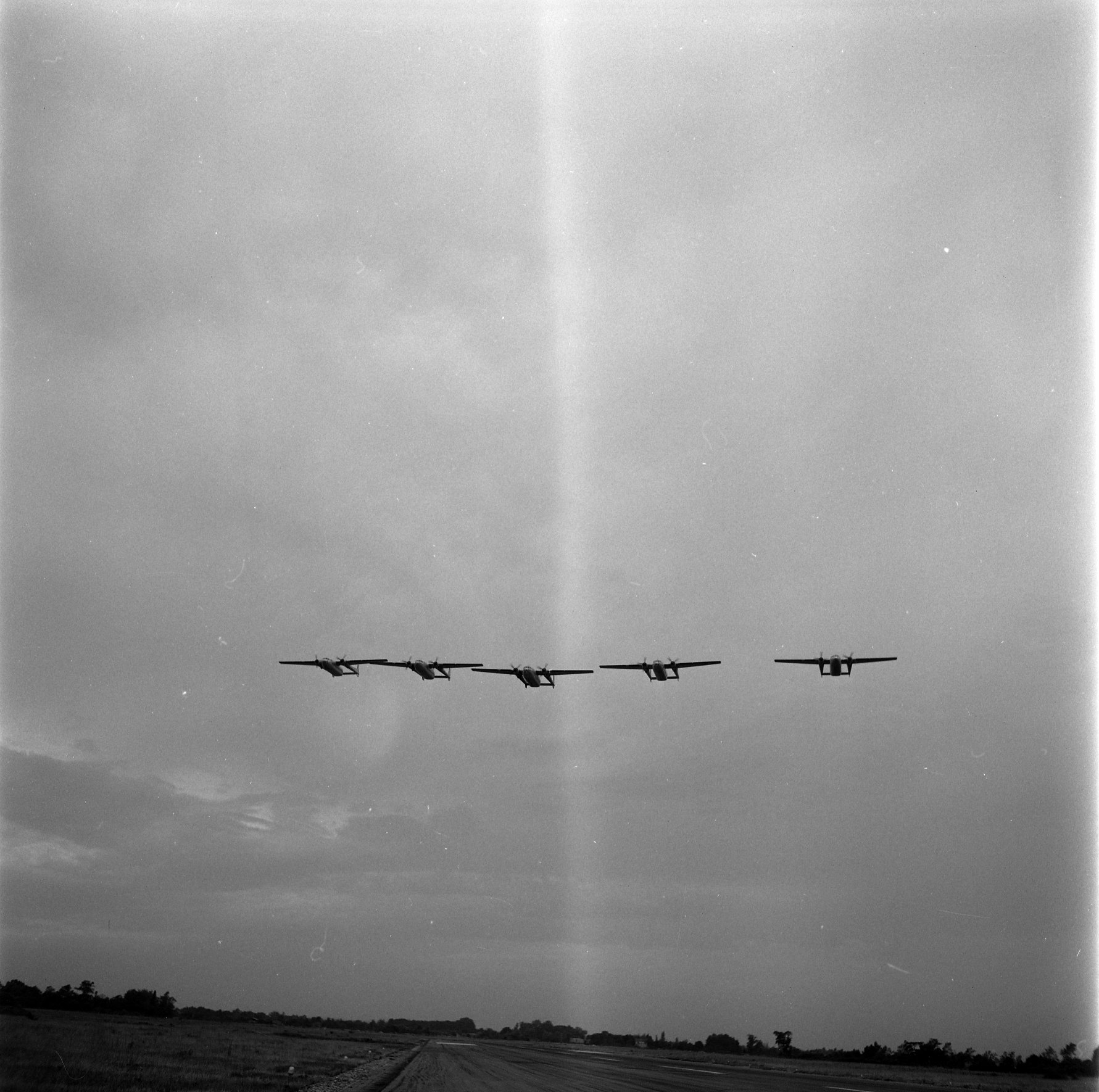
Cinq avions de transport militaires Nord 2501 du Centre d'Instruction des Équipages de Transport le 9 juin 1963 lors d'une journée portes ouvertes sur la base aérienne 101 Toulouse-Francazal.

## Escadrons historiques
- Touraine

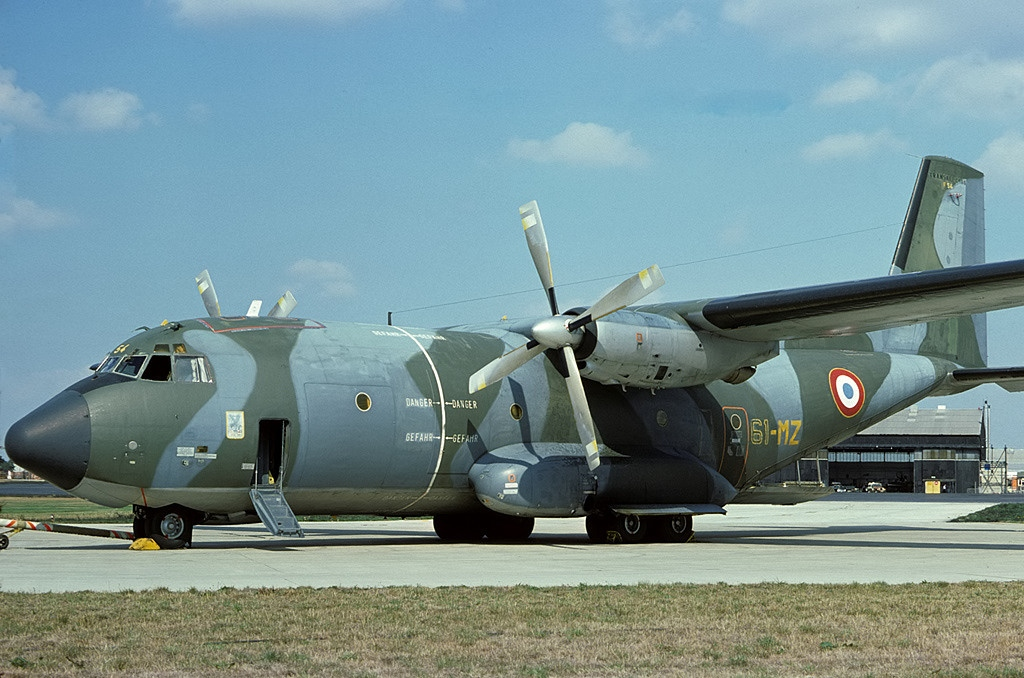
Transall de la 61e ET à Farnborough en 1976

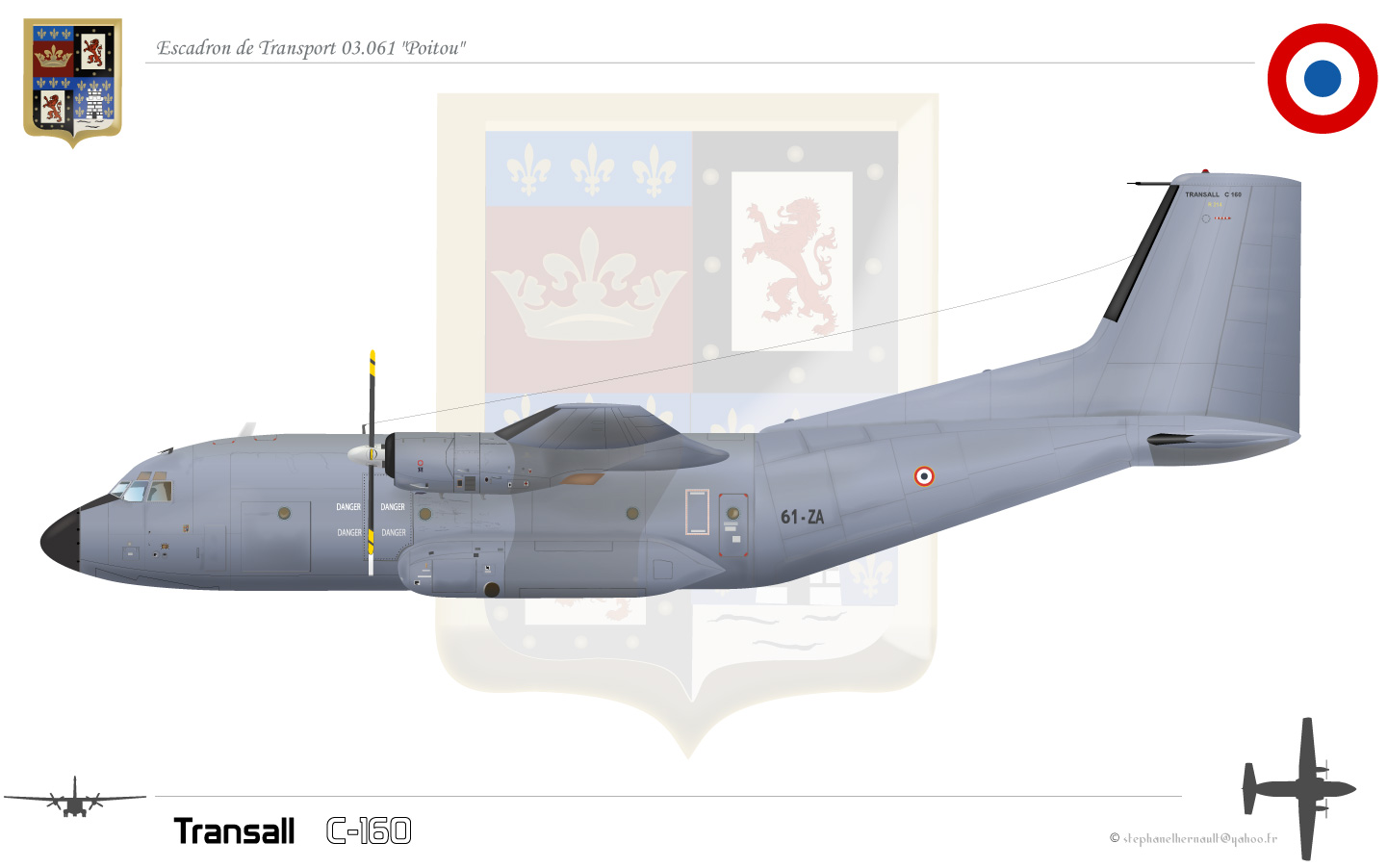
Transall du Poitou

  - Groupe de transport I/15 Touraine (1er avril 1946 au 1er juillet 1947)
  - Groupe de transport I/61 Touraine (1er juillet 1947 à octobre 1953)
  - Escadron de transport 1/61 Touraine (depuis octobre 1953)
- Franche-Comté
  - Escadron de transport 4/61 Franche-Comté (1er novembre 1955 au 1er décembre 1956)
  - Escadron de transport 2/61 Franche-Comté (depuis le 1er décembre 1956)
- Poitou
  - Groupe de transport IV/15 Poitou (1er avril 1946 au 1er juillet 1947)
  - Groupe de transport III/61 Poitou (1er juillet 1947 à octobre 1953)
  - Escadron de transport 3/61 Poitou (depuis octobre 19S3)
- Maine
  - Groupe de transport III/15 Maine (1er avril 1946 au 1er juillet 1947)
  - Groupe de transport II/61 Maine (1er juillet 1947 au 1er décembre 1956)
- Orléans
  - Groupe mixte de transport 59 Orléans (20 mars 1969 à juillet 1970)

## Composition
Lors de sa reformation en septembre 2015, la 61e escadre comprend les unités suivantes:
- Escadron de transport 1/61 Touraine
- Escadron de transport 4/61 Béarn depuis le 9 septembre 2021
- Centre de soutien et d’administration des systèmes de mission, CESAM 06.061
- EMATT
- EIE
- Escadron de soutien technique aéronautique 2E.061 “Loiret”

## Bases
Du 1er avril 1946 à octobre 1953 : 
- Chartres avec le GT IV/15 Poitou
- Le Bourget avec le GT III/15 Maine
- Orléans-Bricy avec le GT I/15 Touraine

À partir d'octobre 1953, toute l'escadre est sur la base d'Orléans.

## Appareils
- Douglas C-47 Dakota (1er avril 1946 à 1954 au Touraine)
- Junkers Ju-52 / AAC.1 Toucan (du 1er avril 1947 à 1954 avec le Maine et le Poitou)
- Bloch MB-161 Languedoc (de juillet 1951 à 1955 avec le Maine)
- Nord 2501 Noratlas (de décembre 1953 à juillet 1970)
- C160 Transall (du 22 novembre 1967 à la dissolution de l'escadre en 1996)
- Lockheed C-130H Hercules (du 7 décembre 1987 jusqu'à la dissolution de l'escadre en 1996)
- Airbus A400M Atlas (à partir de sa reformation le 1er septembre 2015)

## Commandants
Le lieutenant-colonel Solène Le Floch, première femme à la tête d’une escadre navigante de l’armée de l’air, a pris le commandement de la 61e escadre de transport à l'occasion de sa recréation le 1er septembre 2015.
Le lieutenant-colonel Frédéric Gonzales prend le commandement de la 61e escadre de transport le 7 septembre 2016. Il est le premier mécanicien à la tête d'une escadre navigante.